# Bruno Coppens
Pour les articles homonymes, voir Coppens.
Bruno Coppens, né le 5 juin 1960 à Tournai (province de Hainaut), est un humoriste, écrivain, acteur, scénariste de bande dessinée et chroniqueur belge.

## Biographie
Bruno Coppens naît le 5 juin 1960 à Tournai d’une mère flamande et d’un père wallon. René Coppens est pharmacien et Jenny Schelstraete s’occupe de ses huit enfants (Bruno est l’avant-dernier de la fratrie). Adolescent, il est un élève studieux au collège Notre-Dame de la Tombe à Kain. En 1978, il commence des études de langues et littératures romanes à Louvain-la-Neuve. C’est là qu’il prendra goût au théâtre en formant une troupe pour un spectacle éphémère Dis un titre pour voir et tous les 15 jours, dans un cabaret d'étudiants, il écrit ses premiers sketches sans penser à en faire un métier. Il est brièvement professeur de français mais il sent rapidement que ce n’est pas sa voie.
Il travaille à Notélé, télévision locale du Tournaisis où il présente une émission culturelle puis de jeu. Il apprend les métiers du tournage et du montage de séquences et aussi l'animation télévisuelle. Il y reste quelques années avant d'aller dans le Nord de la France, près de Roubaix où vient de naître C9 Télévision. Là, il crée sa propre chronique humour hebdomadaire Scoop, toujours prêt! qui durera quatre années. Ensuite, Canal+ Belgique fait appel à ses services de scénariste pour la capsule humour Les Décodeurs de l'info. En parallèle, il fréquente tous les cafés-théâtres de Bruxelles et commencera ainsi son ascension vers des scènes et des salles plus grandes.

### Carrière
Au début des années 1980, il s'essaye à différentes scènes et décroche, en 1982 le prix du public et de la presse au festival international du rire de Rochefort (Belgique). Encouragé par ce succès, il s'entoure d'artistes capables de mettre en lumière son potentiel de comédien comme Eric De Staercke ou Lorent Wanson.
Depuis 20 ans, il enchaîne les seuls en scène : de Ma Déclaration d'humour à Ma Terre happy ! en passant par Mes singeries vocales au théâtre La Pépinière à Paris, puis Trac !, La Vie est un destin animé, Lovebooké, Andropause, Je mène une vie scène et Raymond de rond en large (2023) en Belgique et à l'étranger (au Québec depuis 2001), en Suisse et en Tunisie.
En 2023, il « relève un défi », il incarne le lion, personnage principal d'un spectacle réunissant danse, cirque, marionnettes et projections vidéos, Le Carnaval des animaux réécrit par lui-même et mis en scène par Luc Petit à la salle philharmonique de Liège.
Parallèlement à la scène, il est chroniqueur pour l'émission de Stéphane Bern Le Fou du roi sur France Inter et, en Belgique, pour le Jeu des dictionnaires et la Semaine infernale diffusée sur La Première (RTBF). De 2015 à 2018, il produit l'émission Un samedi d'enfer dont il est l'un des chroniqueurs, avec Pierre Kroll et Myriam Leroy, toujours sur La Première (RTBF). Il est également chroniqueur pour l'émission Les Dicodeurs sur la radio suisse romande (RTS la 1re). En télévision, de 1994 à 2010, il incarne Monsieur Virgule dans l'émission Ici Bla-Bla sur la RTBF,. Il crée en 2018 T’as vu? T’as vu ? une série télévisée sur l’actualité politique. De 2021 à janvier 2023, il rejoint la matinale de Bel RTL pour une chronique intitulée Faut qu'je l'ouvre.
En 2023, il écrit le scénario de bande dessinée Pensées obscures pour le dessinateur suisse Jo Ted publié dans la collection « Carrément » aux éditions Chez Yvette.
Il est également auteur de littérature d'enfance et de jeunesse, on lui doit notamment les ouvrages : L'Atelier des mots, illustré par Pascal Lemaître aux éditions Casterman en 2002.

### Vie privée
Il vit à Tournai en 2001.

## Œuvre

### Spectacles
Il monte de nombreux spectacles.
- 1984 : Mots de tête d'un maigre-doux
- 2002 : Bain Zen
- 2007 : Ma Terre Happy !
- 2008 : Ma déclaration d'humour
- 2010 : Mes singeries vocales
- 2014 : Trac!
- 2015 : La Vie est un destin animé
- 2017 : Bruno Coppens est loverbooké[15]
- 2019 : Andropause[16],[5]
- 2022 : Je mène une vie scène[3]
- 2023 : Raymond de rond en large[14].
- 2025 : Alice au pays des merveilles au château de Beloeil, mise en scène de Luc Petit ( Les Nocturnales )

### Livres
- Le Ludictionnaire, Éditions Racine, 2015, 160 p.  (ISBN 9782873869502)
- Le Ludictionnaire 2, Racine, 2016, 160 p.  (ISBN 9782873869953)
- 106 façons simples de supporter ces temps assommants, Le Castor astral, 2017, 152 p.  (ISBN 9791027800971)
- Pour s’élever, il faut d’abord se planter !, éditions Racine, 2019, 176 p.  (ISBN 9782390251132)
- Le Dicovid, ill. Pierre Kroll, éditions Kennes, 2021, 144 p.  (ISBN 9782380754520)
- Ma terre promesse, éditions Kennes, 2022, 192 p.  (ISBN 9782380758047)
- Raymond, de rond en large, avec Pierre Kroll et Marc Dausimont, éditions Deville, 2023, 64 p.  (ISBN 9782875990709)

### Auteur de littérature d'enfance et de jeunesse
- Bruno Coppens et Pascal Lemaître (ill.), Pour m'endormir j'éteins mes yeux, Bruxelles, L'École des loisirs, coll. « Pastel », 17 avril 2009, 28 p. (ISBN 9782211088008)
- Bruno Coppens et Hélène Malric (ill.), Et hop !, Waterloo, La Renaissance du livre, coll. « Jeunesse », 1er mars 2017, 28 p. (ISBN 9782507054229)
- Bruno Coppens et Jonathan Bousmar (ill.), Le Secret des Dents de Lait, Waterloo, La Renaissance du livre, 9 octobre 2018, 40 p. (ISBN 9782507055813)

### Écrits
- Bruno Coppens, « Carte blanches : Bruno Coppens: «La blague de Bigard fait partie d’une certaine tradition française datée» », Le Soir,‎ 15 mars 2019 (lire en ligne , consulté le 27 janvier 2024).

### Bande dessinée
- Pensées obscures, Chez Yvette, coll. « Carrément », 16 juin 2023
Scénario : Bruno Coppens - Dessin et couleurs : Jo Ted -  (ISBN 9782970162681)

## Réception

### Distinction
- 2005 :  Chevalier de l'ordre de la Couronne[17].

### Prix et récompenses
- 1982 : prix de la presse et public au festival international du rire de Rochefort ;
- 1987 :  1er prix au festival d’humour du Mans ;
- 1987 :  1er prix au festival international du café-théâtre d’Évry ;
- 1987 : prix spécial du jury au festival du rire de Rochefort[3] ;
- 1995 :  prix du Sourire, Montreux ;
- 1997 : prix Claude de Groulart - SABAM Théâtre francophone ;
- 2006 : nommé au prix Kiosque du meilleur seul en scène.

### Émissions de télévision
- [vidéo] « Bruno Coppens jongle avec les mots », sur YouTube
- "Raymond de rond en large" : Bruno Coppens et Pierre Kroll évoquent Raymond Devos sur Qu4tre Liège Média, présentation : Françoise Bonivert (2 min 19 s), 10 mars 2023.

### Vidéographie
- [vidéo] « Andropause - Bruno Coppens », sur YouTube
- [vidéo] « Bruno Coppens - Festival du Rire de Liège (2021) », sur YouTube